# Sin otoño, sin primavera
Sin Otoño, Sin Primavera es una película ecuatoriana que retrata las angustias de una generación. Es dirigida por Iván Mora Manzano.

## Sinopsis
Sin Otoño, Sin Primavera es un filme que se centra en la vida de nueve jóvenes guayaquileños de clase media con historias no lineales que en el transcurso de la cinta se conectan entre sí. Lucas es uno de los jóvenes y estudiante de leyes, quien tiene su propia ideología, a la que llama "anarquía de la imaginación", pero luego de que sus ideales se derrumban, cae en adicción a las pastillas para dormir. Otro de los personajes es Paula, quien se gana la vida vendiendo pastillas y por una condición física con el dolor sumada a la falta de su padre, han marcado su vida. Paula y Lucas viven un amorío en el cual ella tratará de conseguir la felicidad y él luchará por mantenerse despierto.
Una de las jóvenes es Antonia, quien le gusta disfrutar la vida al máximo, pese a que sabe que le quedan pocos meses de vida siguen manteniendo su estilo de vida fiestero. Ella le pide a su exnovio Martín, ser parte de un triángulo amoroso sin límites y descontrolado, luego de que él regresara a Guayaquil después de ocho años de ausencia con su prometida Gloria.
Otro de los hilos de la historia nos lleva a Ana, quien luego de terminar su relación de forma violenta con Rafa, un joven empresario que odia su trabajo, se siente extrañamente atraída por sus vecinos Manuel y Sofía, espiándolos y manipulando su relación sentimental.

## Elenco
| Actor              | Personaje     |
| ------------------ | ------------- |
| Enzo Macchiavello  | Lucas         |
| Andrés Troya Holst | Martin        |
| Paola Baldion      | Gloria        |
| Alejandro Fajardo  | Rafa          |
| Lucía Moscoso      | Ana           |
| Andrea Espinoza    | Sofía         |
| Nathalie Vergara   | Aleja         |
| Andrés Crespo      | Juez Neira    |
| Víctor Aráuz       | Enternado     |
| Paulina Obrist     | Anta          |
| Angela Peñaherrera | Paula         |
| Monserrat Serra    | Mamá de Paula |
| Jorge Valdez C.    | Papá de Lucas |

## Premios
- Premio de desarrollo otorgado por el Consejo Nacional de Cinematografía del Ecuador (CNC) (2007)[3][4]
- Premio de desarrollo otorgado por el programa Ibermedia (2007)[3][4]
- Premio de producción otorgado por el CNC (2008)[3]
- Premio de coproducción otorgado por el programa Ibermedia (2010)[3]
- Mención Honrosa Global Film Initiative (2011)[3]
- Premio de posproducción otorgado por el CNC (2011)[3]
- Premio del Fondo Fonográfico a la Banda sonora de Sin Otoño, Sin Primavera, organizado por el Ministerio de Cultura del Ecuador (2012)[3]
- Premio del Jurado del Festival de Cine de Rouen (Francia)[5]